# Flemming Møller Mortensen
Flemming Møller Mortensen (ur. 3 lipca 1963 w Store Brøndum w gminie Rebild) – duński polityk, poseł do Folketingetu, od 2020 do 2022 minister.

## Życiorys
W latach 1984–1988 kształcił się w szkole pielęgniarstwa w Aalborgu. Pracował w służbie zdrowia jako pielęgniarz. W 2002 zdał egzamin na konsultanta medyczno-farmaceutycznego. Odbył szkolenie menedżerskie w przedsiębiorstwie farmaceutycznym Novartis. W latach 2005–2007 zatrudniony jako kierownik sprzedaży.
Działacz Socialdemokraterne, w latach 2001–2007 był radnym miasta Skørping, w 2007 został radnym gminy Rebild. Z ramienia socjaldemokratów w 2007 po raz pierwszy uzyskał mandat posła do Folketingetu, z powodzeniem ubiegał się o reelekcję w kolejnych wyborach w 2011, 2015, 2019 i 2022. Po wyborach z 2019 objął funkcję przewodniczącego frakcji deputowanych swojej partii.
W listopadzie 2020 został ministrem ds. pomocy rozwojowej i współpracy nordyckiej w gabinecie Mette Frederiksen. Funkcję tę pełnił do grudnia 2022.